# Vulcanología

Esquema estructural de un volcán tipo

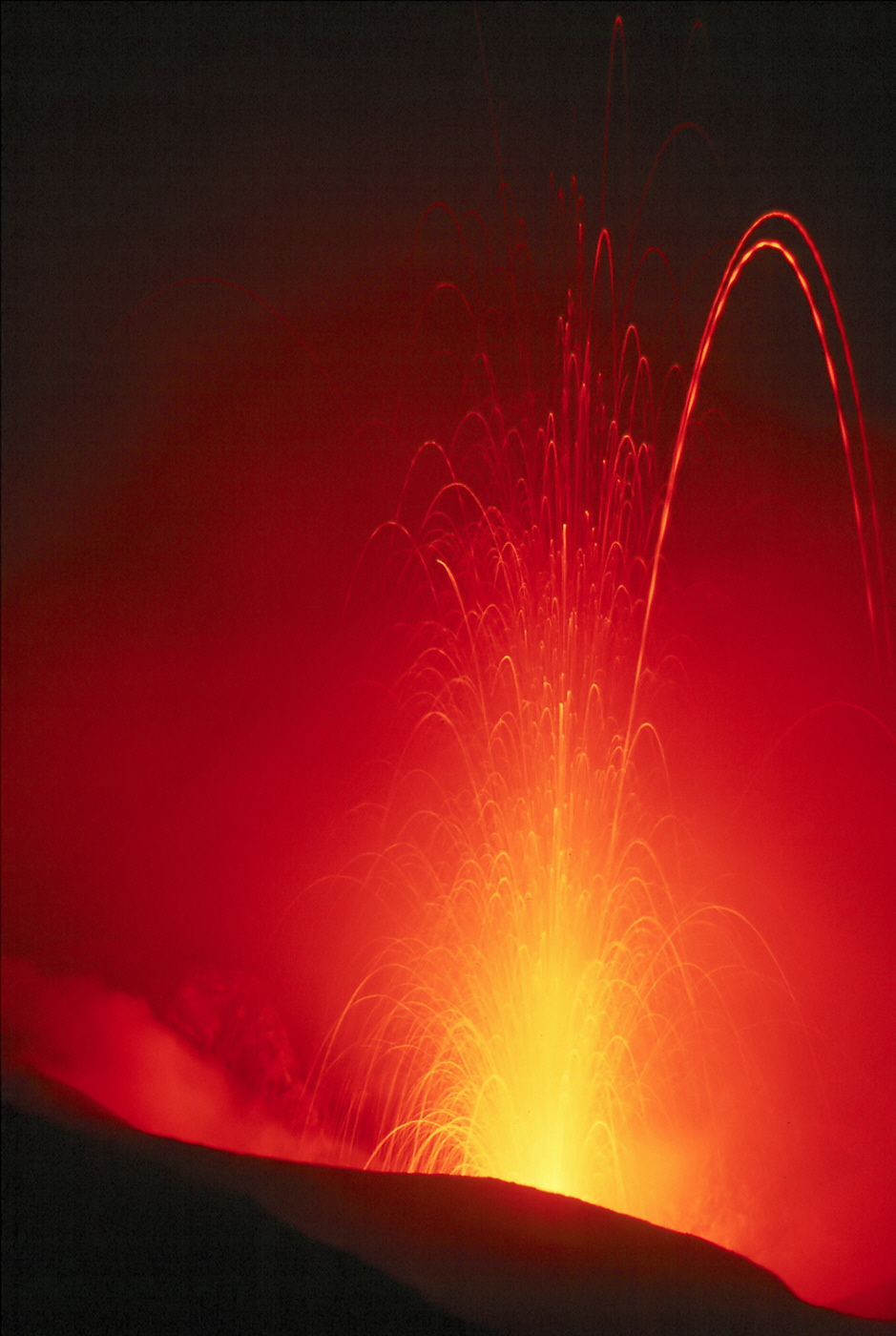
Erupción del volcán Stromboli

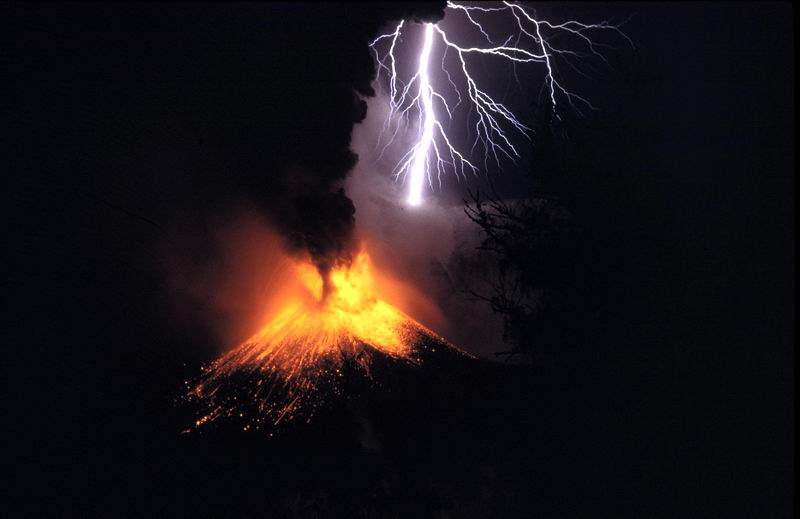
Una pequeña erupción del monte Rinjani (Lombok, Indonesia), con un rayo volcánico

La vulcanología (de la palabra latina Vulcānus, Vulcano, el dios romano del fuego) es la rama de la geología que estudia el vulcanismo y todas sus manifestaciones, como volcanes, géiseres, fumarolas, erupciones volcánicas, magmas, lavas, tefras, etc.. Los vulcanólogos —los geólogos especialistas en esta rama, relacionada con la geodinámica y la geomorfología— visitan frecuentemente los volcanes terrestres, en especial los que están activos, para observar las erupciones y recoger restos volcánicos como la tefra (ceniza o piedra pómez), rocas y muestras de lava.
Una vía de investigación mayoritaria es la predicción de las erupciones; actualmente no hay manera de realizar dichas predicciones, sin embargo lo que se realiza es el monitoreo de la actividad a través de diversas técnicas y herramientas con instrumentación tanto en el lugar como percepción remota. Algunos ejemplos son el monitoreo sísmico, análisis de infrasonido, emisión de plumas, deformación de la estructura, análisis de emisiones difusas y manifestaciones termales, entre otros,  lo que permite poder activar protocolos de protección civil, los cuales van desde emitir alertas de actividad y restricción de acceso, hasta desalojar las áreas de posible afectación según los mapas de peligros. 
A raíz de la exploración espacial se observó que existe vulcanismo de baja temperatura (criovulcanismo) en los cuerpos helados como Encélado, por citar un ejemplo. Este tipo de vulcanismo presenta el mismo fenómeno físico que conocemos aquí en la Tierra, es decir que se tiene un material que se funde por una diferencia de temperatura y este es eyectado a la superficie, de tal forma que la vulcanología moderna, se refiere al fenómeno de vulcanismo como un proceso en donde es necesario contar con una fuente de calor y un material capaz de fundirse, de tal manera que se enfoca en el estudio del material eyectado, las estructuras que conforman, los procesos e interacciones asociadas a la formación y evolución del fundido en su ascenso, así como al origen de la fuente de calor.

## Etimología y uso
En 1858, el término vulcanology (vulcanología) apareció en la literatura inglesa. En 1886, la forma derivó en volcanology (volcanología). Estos términos fueron afrancesados (y luego castellanizados) en vulcanologie y luego en volcanologie (atestiguados desde 1946). Todos estos términos se forjaron a partir de la palabra volcán, que se deriva del latín en latín: Vulcānus, lit. 'Vulcano' el dios romano del fuego y nombre de una de las islas Eolias, la isla volcánica de Vulcano.
En 1962, la Academia de Ciencias de Francia recomendó favorecer el uso del término «volcanologie» ("volcanología") para designar el estudio del volcanismo. La 'Académie française siguió y adaptó sus recomendaciones en 1967.

## Objetivo
El principal objetivo de esta ciencia es comprender el origen y el funcionamiento de los volcanes y los fenómenos asimilados para establecer un diagnóstico (para un período definido) sobre los riesgos y los peligros en que incurren las poblaciones y las actividades humanas. Los estudios e investigaciones se llevan a cabo inicialmente en el campo para recopilar información en forma de observaciones, mediciones y muestreos y, por segunda vez, en el laboratorio para analizar e interpretar los datos y muestras.
Los vulcanólogos, asistidos por los avances en metrología, realizan un censo de los volcanes, de las erupciones y de sus productos y luego elaboran clasificaciones (por ejemplo, el tipo eruptivo: hawaiano, estromboliano, vulcano, peleano, pliniano y surcoreano). Hacen el enlace entre géiseres, fumarolas, solfataras, volcanes, etc. y explican sus funcionamientos. Las diferentes formaciones geológicas también serán explicadas por el vulcanismo y su implementación es objeto de mucha investigación: diques, cuellos, flujos de lava, ignimbrita, puzolana, guyots, atolones, etc.

## Formación de los volcanes

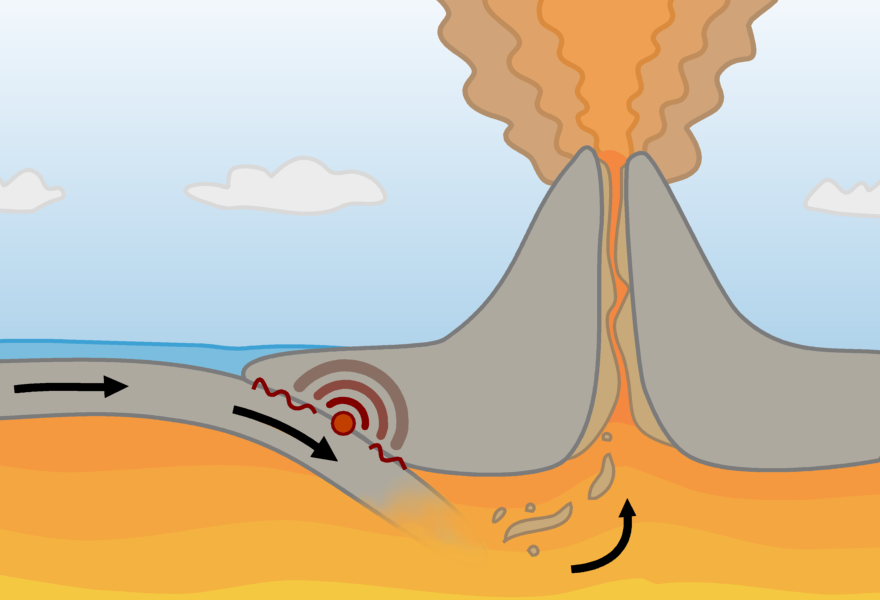
Diagrama de un margen de placa destructivo, que causa temblores de tierra y la formación de volcanes.

Como la mayoría de los fenómenos que ocurren en el interior de la tierra, los movimientos y la dinámica del magma se conocen muy poco. De cualquier forma, es conocido que a una erupción le puede seguir el movimiento de magma hacia la capa sólida (la corteza de la tierra) bajo un volcán y creando una cámara magmática. Finalmente, el magma del depósito es expulsado hacia arriba y acaba fluyendo sobre la superficie de la tierra en forma de lava, o bien el magma expulsado puede calentar el agua de los alrededores, transformando el agua en vapor, lo que aumentaría considerablemente la presión. En consecuencia, pueden producirse erupciones explosivas. Estas erupciones explosivas pueden expulsar gran cantidad de restos volcánicos, como ceniza volcánica (también llamada tephra) o bombas volcánicas, las cuales pueden llegar a ser lo suficientemente grandes como para matar a personas y animales. Las erupciones pueden oscilar entre efusivas y extremadamente explosivas.

## Instrumentos de medida y observaciones
Se han desarrollado o tomado prestados diversos instrumentos de medición de otras disciplinas para obtener datos confiables sobre el funcionamiento de los volcanes y, en particular, la predicción de las erupciones volcánicas. El evento que desencadena una erupción volcánica es la llegada de magma a la cámara magmática que causará su presurización.[cita requerida] Esta presurización está acompañada por una hinchazón del volcán debido a la dilatación de las rocas y el empuje del magma en las paredes. Esta hinchazón del volcán generará microseísmos, un aumento en la inclinación de las laderas del volcán, un aumento en el diámetro del cráter o de la caldera volcánica de la cumbre. La llegada de magma a la cámara magmática  provocará la desgasificación del reservorio y podrá identificarse como una anomalía térmica con la ayuda de un termómetro infrarrojo o pirómetro, así como una anomalía radiológica que puede identificarse con un contador geiger.
Los sismógrafos permiten a los vulcanólogos detectar los microseísmos causados por la presurización de la cámara magmática. Los sismógrafos también pueden detectar el temblor: justo antes de una erupción volcánica, el aumento de magma en la chimenea volcánica genera una vibración continua y débil del volcán. Ese temblor es, por lo tanto, una herramienta confiable para anunciar la inminencia de una erupción.
El inclinómetro y el acelerómetro miden las variaciones en la pendiente del volcán hasta una precisión de uno por millón. Se colocan en diferentes lugares en las laderas del volcán durante una fase de reposo. La puesta en presión de la cámara magmática hace que el volcán se hinche a medida que aumenta la inclinación de sus pendientes. Como resultado de la erupción volcánica, la presión en la cámara magmática disminuye, lo que disminuye la inclinación de las laderas del volcán. Así, el vulcanólogo puede predecir el comienzo y el final de una erupción cuando los inclinómetros indican una variación anormal de la pendiente del volcán.
El altímetro[cita requerida] desempeña un papel complementario al inclinómetro. También colocado en las laderas del volcán, indicará aumentos y disminuciones de altitud sobre las hinchazones y deflaciones del volcán.
El interferómetro permite medir la distancia entre dos puntos gracias a un láser. El dispositivo de medición y el reflector, colocados a ambos lados de un cráter volcánico o caldera, indican un aumento o una disminución en el tamaño del cráter o la caldera, lo que indica que el volcán se infla o desinfla dependiendo de la presión en la cámara magmática.
La toma de muestras permite determinar el tipo y el pasado eruptivo del volcán según la naturaleza, la proporción y la composición de lavas, tefras y gases. La reanudación de la emisión de gases de un volcán o las variaciones en sus composiciones pueden constituir un índice determinante de la inminencia y las características (tipo eruptiva, potencia, etc.) de una erupción. Los vulcanólogos también realizan lecturas de temperatura de gases y de lava fundida a través de un pirómetro.
Durante una erupción volcánica, los vulcanólogos localizados en el lugar pueden realizar varias mediciones, observaciones y muestreos: toma de muestras de lava líquida, de gas, de tefras, observación del curso de la erupción (altura del penacho volcánico, número y potencia de las explosiones, de las fuentes de lava, velocidad y temperatura de los flujos de lava, etc.
El vulcanólogo también realiza mediciones topográficas utilizando teodolitos y geólogicas (muestreo de rocas) con el objetivo de dibujar un mapa y un historial de peligros volcánicos alrededor del volcán.
La tomografía de muones cósmicos es una técnica reciente que permite medir la densidad del interior de algunos volcanes.

## Análisis e interpretaciones
Los análisis se realizan generalmente en el observatorio vulcanológico del volcán estudiado cuando tiene uno.
Las mediciones realizadas con los instrumentos se descifran, en comparación con el pasado del volcán y entre los volcanes, etc., mientras que las muestras se someten a una serie de mediciones y análisis químicos, cristalográficos, físicos, geoquímicos, etc.
La síntesis de los resultados y su superposición permiten realizar diagramas, cartografías, etc., lo que lleva a establecer una historia del volcán y evaluar el riesgo de erupción durante un período más o menos largo.
Para predecir una erupción, los vulcanólogos se ayudan de las diferentes medidas realizadas. Si uno o más factores del volcán varían (composición de los gases, pendiente del volcán, sismicidad, etc.), tal vez sea la señal de que se está preparando una erupción.

## Petrografía y mineralogía

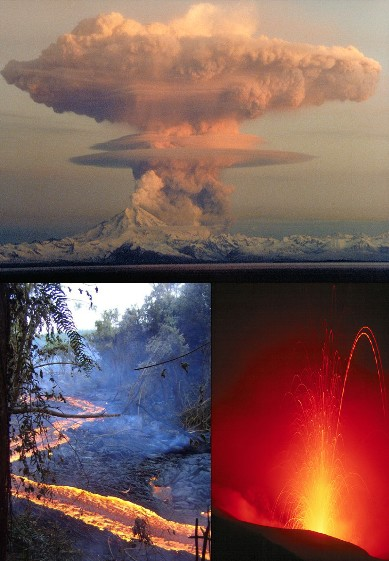
Mosaico de algunas de las estructuras eruptivas formadas durante la actividad volcánica: una columna eruptiva pliniana, flujos pahoehoe hawaianos y un arco de lava de una erupción estromboliana.

Dos tipos principales de rocas volcánicas constituyen el 95% de las lavas y tefras emitidas por los volcanes : los basaltos y las andesitas.
Ambas rocas se forman principalmente de la sílice cristalina, de los feldespatos y de piroxenos mezclados en un vidrio volcánico que no ha tenido tiempo de cristalizar completamente debido al ascenso y al brusco enfriamiento del magma. La obsidiana, por ejemplo, está formada únicamente por un vidrio volcánico. El basalto, salido del magmatismo de los puntos calientes y de las dorsales, resulta de la fusión parcial del manto terrestre por descompresión al nivel de las dorsales. El origen del magma a partir de puntos calientes todavía está sujeto a debate. Es una lava fluida porque es relativamente pobre en gas y sílice (alrededor del 45%). La andesita, resultante del magmatismo de subducción, resulta de la fusión parcial del manto por hidratación a nivel de las fosas de subducción. Las andesitas son más pastosas porque son más ricas en gas y sílice (alrededor del 55%). La viscosidad de un magma depende del contenido de sílice, ya que es este mineral el que determina el número de enlaces posibles con el oxígeno: cuanto más sílice contiene un magma, más viscoso y la erupción volcánica será de tendencia explosiva.
La carbonatita es una lava muy rara compuesta principalmente de carbonato de calcio (calcita), de carbonato de magnesio (dolomita), de carbonato de hierro y de magnesio (sidero-magnesita) o de carbonato de sodio. Muy fluida, no contiene más que una muy pequeña cantidad de sílice (menos de 1%) de temperatura poco elevada (500 a 550 °C), es negra cuando es emitida pero se blanquea en contacto con el aire una vez enfriada (algunos horas) porque sus minerales reaccionan con la humedad ambiental. Sólo el Ol Doinyo Lengaï emite carbonatitas en la actualidad.

## Volcanes de la década

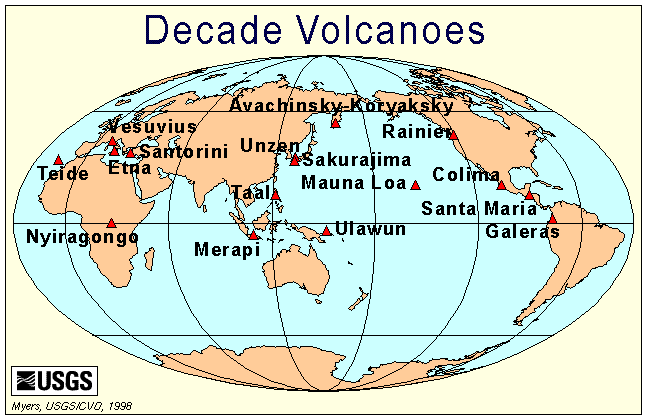
Localización de los v´olcanes de la Década

Los años 1990 fueron declarados el «Decenio Internacional para la Reducción de los Desastres Naturales» por las Naciones Unidas. El IAVCEI (por International Association of Volcanology and Chemistry of the Earth's Interior , lit. Asociación Internacional de Vulcanología y Química del Interior de la Tierra) decidió entonces hacer una lista de volcanes activos o recientemente activos y susceptibles que dependiendo de su pasado eruptivo y de su proximidad a las zonas pobladas, eran potencialmente capaces de ocasionar grandes desastres volcánicos. El propósito de esta lista compuesta por dieciséis volcanes («Decade volcanoes», en inglés) es promover el estudio y la concienciación pública sobre ellos para prevenir cualquier riesgo humano.
Los dieciséis volcanes son:
- la pareja Avachinsky-Koryaksky (Rusia)
- Colima (México)
- Etna (Italia)
- Galeras (Colombia)
- Mauna Loa (Estados Unidos)
- Merapi (Indonesia)
- Nyiragongo (República Democrática del Congo)
- Monte Rainier (Estados Unidos)
- Sakurajima (Japón)
- Santa María (Guatemala)
- Santorini (Grecia)
- Taal (Filipinas)
- Teide (España)
- Ulawun (Papua Nueva Guinea)
- Monte Unzen (Japón)
- Vesubio (Italia)

La mayor atención prestada a estos volcanes ha llevado a algunos éxitos:
- desviación de una colada de lava en el monte Etna en 1992, evitando así la destrucción de hogares;
- mejor comprensión de la historia del Galeras;
- mejor comprensión de la participación del agua en las erupciones del volcán Taal;
- adaptación de la legislación en el caso de nuevas construcciones alrededor del monte Rainier;
- reducción de la densificación de viviendas en la caldera del Taal;
- elaboración de un plan de evacuación para la aglomeración de Nápoles.

Pero los científicos y las autoridades también han encontrado problemas significativos:
- la incapacidad de gestionar la erupción del monte Unzen con la muerte de 43 personas, incluidos tres vulcanólogos en 1991;
- la muerte de seis vulcanólogos y tres turistas en el cráter del Galeras durante una erupción no prevista en 1993. Los vulcanólogos, que no habían previsto la excursión sobre el volcán, asistían a una conferencia de vulcanología en la ciudad San Juan de Pasto;
- la imposibilidad de acercarse al volcán Santa María debido a la guerra civil en Guatemala hasta 1996, cuando se firmó un alto el fuego;
- el desbordamiento del genocidio de Ruanda en Zaire y la desestabilización del régimen de Mobutu Sese Seko con la primera y la segunda guerra del Congo, evitando acercarse al Nyiragongo desde 1996;
- los limitados fondos concedidos a estos estudios.

## Vulcanólogos notables

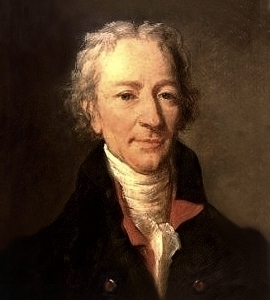
Déodat de Dolomieu

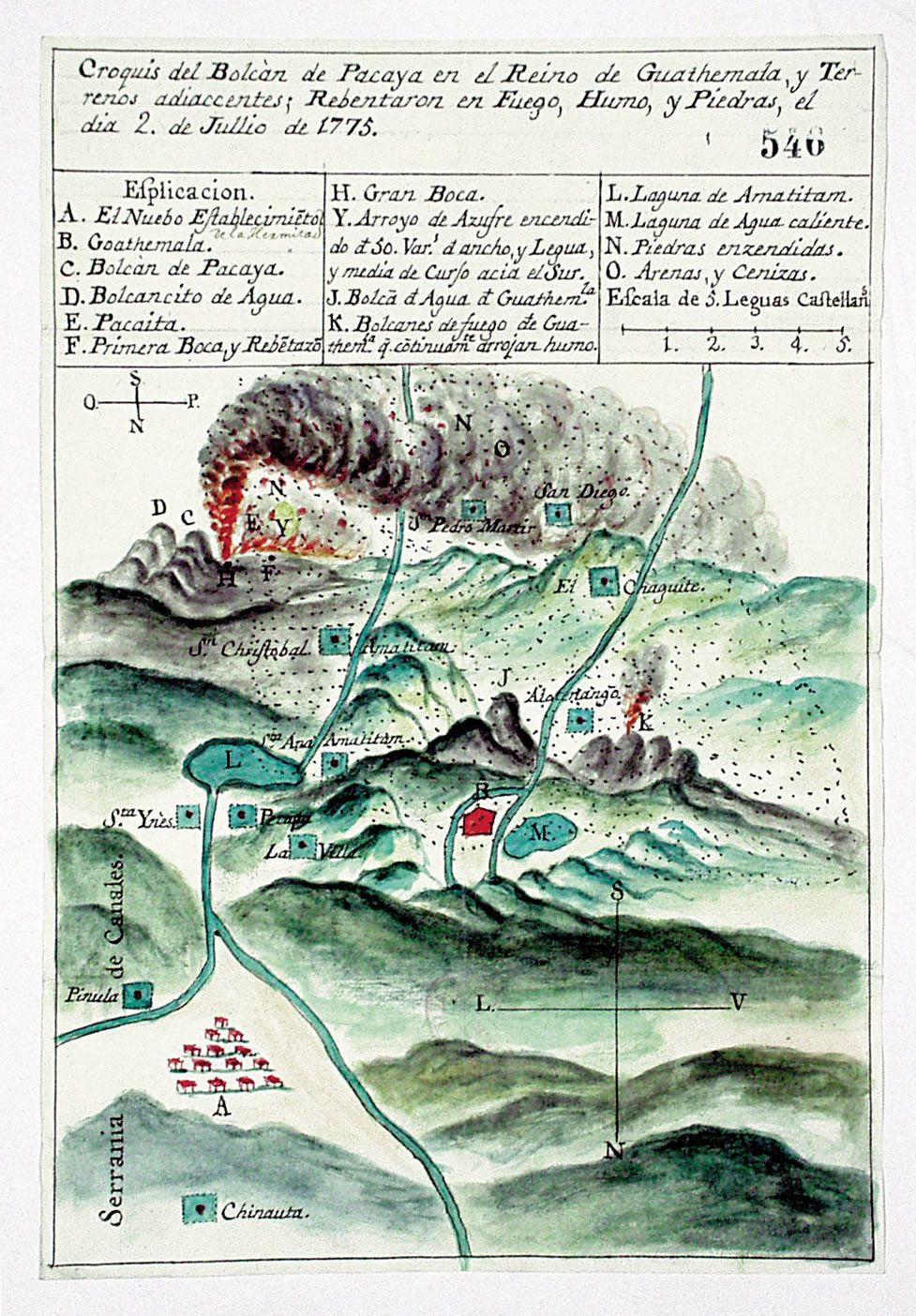
Spanish depiction of a volcanic eruption in Guatemala, 1775.